# Donato Abbatángelo
Donato Abbatángelo (Buenos Aires, 22 aprile 1892 – ...) è stato un calciatore argentino, di ruolo attaccante.

## Caratteristiche tecniche
Giocava come attaccante centrale.

## Carriera

### Club
Abbatángelo debuttò nel Boca Juniors a 17 anni compiuti da poco, il 2 maggio 1909: scese in campo contro la squadra riserve del River Plate, giocando da titolare tutti i 90 minuti. Alla sua seconda presenza segnò un gol, contro il Pretender, il 19 maggio; in tutto la sua prima stagione con il Boca, giocata in seconda divisione, lo vide disputare 4 gare. Nel 1910 passò al River Plate, rivale del Boca. Quella del 1910 fu la sua prima annata giocata in Copa Campeonato, la prima divisione nazionale dell'epoca. Nel 1912 tornò al Boca; segnò 5 reti in 15 incontri in División Intermedia, e ottenne la promozione in massima serie: figurò difatti nella prima formazione schierata dal club in prima divisione. Con il club xeneize presenziò con costanza, e al termine della Copa Campeonato 1913 aveva messo insieme 12 e 5 reti. L'ultima annata con il Boca lo vide giocare 14 volte, e realizzare 4 gol: conclusasi la Copa Campeonato 1914 passò all'Huracán, con cui giocò nella ricomposta Copa Campeonato 1915 (le federazioni allora esistenti, Asociación Argentina de Football e Federación Argentina de Football si erano unificate quell'anno); rimase nella rosa del Globo fino al 1917, disputando un totale di 26 gare e segnando 13 reti. Passò poi allo Sportivo Buenos Aires con cui giocò, peraltro, nella stagione 1921.

### Nazionale
Giocò una partita con la Nazionale argentina il 15 agosto 1913 contro l'Uruguay. In tale incontro fu schierato da titolare, e rimase in campo per tutti i 90 minuti.

## Statistiche

### Cronologia presenze e reti in Nazionale
| Cronologia completa delle presenze e delle reti in nazionale ― Argentina | Cronologia completa delle presenze e delle reti in nazionale ― Argentina | Cronologia completa delle presenze e delle reti in nazionale ― Argentina | Cronologia completa delle presenze e delle reti in nazionale ― Argentina | Cronologia completa delle presenze e delle reti in nazionale ― Argentina | Cronologia completa delle presenze e delle reti in nazionale ― Argentina | Cronologia completa delle presenze e delle reti in nazionale ― Argentina | Cronologia completa delle presenze e delle reti in nazionale ― Argentina |
| Data                                                                     | Città                                                                    | In casa                                                                  | Risultato                                                                | Ospiti                                                                   | Competizione                                                             | Reti                                                                     | Note                                                                     |
| ------------------------------------------------------------------------ | ------------------------------------------------------------------------ | ------------------------------------------------------------------------ | ------------------------------------------------------------------------ | ------------------------------------------------------------------------ | ------------------------------------------------------------------------ | ------------------------------------------------------------------------ | ------------------------------------------------------------------------ |
| 15/08/1913                                                               | Avellaneda                                                               | Argentina                                                                | 4 – 0                                                                    | Uruguay                                                                  | Copa Lipton                                                              | 0                                                                        |                                                                          |
| Totale                                                                   |                                                                          | Presenze                                                                 | 1                                                                        |                                                                          | Reti                                                                     | 0                                                                        |                                                                          |